# 漕運
漕運（そううん）は、広義では中国及び日本・朝鮮などの周辺諸国で用いられた水運一般の意味であるが、狭義では中国王朝のもとで官が自然河川・人工運河・海上交通を利用して米・秣・絹・粟などといった物資を輸送する行為を指す。

## 概要
漕運は目的の面から大きく3つに分けることが出来る。
- 地方で集められた租税を首都（中央）に輸送する。
- 首都の住民（皇帝以下諸官吏を含めて）に生活物資を輸送する。
- 辺境の最前線（特に北方及び西方国境地帯）に軍事物資を輸送する。

ただし、上記のいずれも時代によってその経路は変更されることとなる。首都への租税・生活物資の漕運に関して言えば、初めは山東方面から黄河を遡上して黄河流域の首都に搬入する構造であった。しかしこれは後に江南方面から黄河流域の首都への経路に変化し、更に首都が北京（大都）に固定化されると江南方面から北京への経路に変化した。同様に辺境への軍事物資輸送も周辺国家の興亡に伴って重点地域が移り、経路が変更された。
漕運は単なる物資輸送の一形態というにとどまらず、中国歴代王朝にとってきわめて重要な政策的課題であった。広大な国土と、そこに展開される膨大な官及び軍の需要を満たすだけの物資の円滑かつ低廉な輸送という目的を達成するため、漕運をめぐって多くの論点が生じた。下記はその例である。
- 付随する水運網の維持・管理
- 従事する船・人員、あるいは同じ水運網を利用する民間の船の統制
- 直達法（深さや幅の異なる水路を1隻の船で輸送させる方法）と、転搬法（水路の境界に倉庫を設置して物資を一時保管し、水路ごとに適した船に積み替えて中継させる方法）のどちらが効率的か
- 明の時代に行われた海運と海禁政策の関係をめぐる議論
- 輸送費用の財源（輸送コストを耗米などの名目で付加税的に民衆に賦課することで負担を転嫁する方法もあった）

## 歴史

### 古代より魏晋南北朝まで
中国では戦国時代には既に人工の運河が掘削され、秦による統一後には匈奴に備えて兵糧などを北方に輸送する仕組が導入されていた。
前漢は秦に引き続いて肥沃な関中を拠点としていたが、巨大化した官僚機構とこれを支える首都長安の人口の増大によってその食糧を関中で自給することは不可能となり、黄河下流の河南・山東から黄河・渭水を経由して米や粟の輸送を行った。武帝の時代には最大600万石が輸送されたとされ、その後も漢水による輸送の併用や周辺地域の開発で輸送量の削減を図ったものの、不足分を補うために300-400万石の輸送が行われた。
後漢が長安ではなく河南中央部の洛陽を首都に定めた理由の1つには、漕運のコストの削減と有事に際しての長安での食糧調達に対する不安があったと言われている。後漢では黄河のみならず汴河・淮河なども利用されて年間90万石の輸送が行われたという。
三国時代には蜀（蜀漢）の蔣琬が、前任の諸葛亮が食糧輸送に悩まされたことから、漕運の便が良い漢水を下って荊州を攻める策を立てたものの反対に遭い、遂に北伐を果たせずに没したこと。また呉が首都建業を中心に運河網を整備したこと。さらに魏が淮河を経由して首都洛陽と呉との最前線である寿春を結ぶ広漕渠を構築した（243年）ことが記録されている。
その後も南北朝時代にかけて河川や運河を用いた水上輸送の記録が残されているが、国土の分立という状況下において漕運は低調であった。

### 隋唐五代宋

#### 大運河
南北朝時代に江南の開発が進み、隋によって中国の再統一が実現された頃には、その経済力は黄河流域に匹敵するか、あるいはそれ以上になっていた。これを有効に活用するために江南と華北を結ぶ運河として構築されたのがいわゆる大運河である。これによって隋は、黄河経由で山東の粟を、大運河経由で江南の米を首都洛陽に漕運する経路を確保するとともに、民運によって洛陽に食糧を搬入して官民の食糧を賄うことで、政権の安定化を図ろうとした。
なお大運河は、建設のため煬帝が多くの民衆に労役を強い、更に完成後はこれを自己の享楽や大規模な隋の高句麗遠征のための兵員・物資輸送に用いて最終的には失敗に終わったことから、隋を滅亡させた諸反乱の一因として、「暴君・煬帝の象徴」というイメージで見られることが多い。しかし大運河の構築自体は、煬帝の父である初代文帝の時代に始まっている。また大運河建設や高句麗遠征を非難して新政権を樹立した唐が、結局は大運河の最大の受益者であったことにも留意する必要がある。

#### 長安への輸送
唐は首都を長安に定めたために「長運法」を取らざるを得なくなった。すなわち従来通り洛陽に集められた物資を、洛陽から陸上輸送を用いた官運によって長安に輸送する経路である。しかし長安に対する安定した食糧供給には至らず、唐の歴代皇帝は度々洛陽に「行幸」して宮廷の維持に努めなくてはならなかった。
こうした状況に危機感を抱いた玄宗は漕運を担当する専門官として転運使などを設け、裴耀卿・韋堅・裴迥らを任命した。裴耀卿は734年に民運を洛陽より手前の河陰（黄河と通済渠の中継地点）までに短縮し、河陰－洛陽間では輸送費の一部を徴収して官運を行うことで、漕運の効率化を図った（転搬法）。韋堅は長安を流れる渭水と並行する漕渠を整備した。また裴迥は、黄河の漕運制度の改革を行った。
これらの諸政策の結果、唐の漕運事業は年間400万石の輸送実績を挙げるまでに至ったが、安史の乱によってこの体制は早々に崩壊してしまうことになった。乱によって大運河は荒廃し、転搬法を支えていた沿岸の船や倉も破壊されてしまった。このため、一時は漢水から秦嶺山脈越えで長安に物資を運ぶという手段も取られたが、物資搬入は安定せずに時には長安の街中を飢饉が襲うようになった。
代宗の時に劉晏が転運使に任じられて漕運制度の再建に尽くし、揚州－長安間の漕運制度の整備を進めたことで漸く長安の食糧事情は安定した。劉晏は塩の専売制の改革者として名を知られているが、塩専売の改革も元は漕運制度の再建及び運営のための財源捻出のために考案されたものであり、実際に塩専売の収入はその目的で用いられている。
だが、唐末期によると、各地の藩鎮が自立して各地の河川や運河を自己の支配下に置くようになった。これらの勢力は長安への食糧や租税の輸送を妨害するばかりか、それらを接収して中央に反抗するための財源とする場合もあった。そのため、唐王朝は藩鎮を発運使に任じて漕運の責任者の地位を与えたものの効果は低く、漕運を失った王朝は次第に弱体化して滅亡への道を歩むこととなった。

#### 汴京
五代の王朝及び北宋が汴河と大運河の接点に近い汴京（開封）に首都を置いた理由は、この教訓に学んで食糧・租税の搬入の便に優れた地点を求めたことにあった。
北宋に入ると、転運使は中央省庁の1つである「転運司」に格上げされるとともに、首都への物資搬入に加えて、北の遼との国境、西の西夏との国境に近い最前線への物資搬入の役目を担うようになった。漕運の実施と安全確保は当時の北宋の軍隊の重要な役割の1つとされ、更に船の渋滞を避けるために水運と並行して河川や運河の要所から汴京に陸路輸送する汴綱と呼ばれる綱運の一種が行われた。軍隊はそのために動員された人夫たちも指揮し、時期によっては直接投入された。
汴京には、規定により国初は年間400万石、真宗期には600万石の輸送が行われることになっていたが、最盛期には800万石まで輸送が行われた。だが、冬になると汴京の水位が下がって漕運が困難となること、役人の不正などによって漕運の円滑が妨げられることがあった。このため、商人に空船を利用した塩などの輸送などの副業を認めて漕運への参加を募り、1102年には蔡京がこれを進めて商人船舶を利用した直達法の導入を行った。だが、新法・旧法の争いに巻き込まれる形で改革は失敗に終わっている。
靖康の変によって中国は再び金と南宋に分断された。南宋では新法が否定的に扱われた中で直達法への移行は例外的に推進された。だが、国土の分断によって漕運は再び衰退することとなった。

### 元以後

#### 大都と海運
永らく華北を支配する政権と江南を支配する政権が分立した中国であったが、やがて華北を支配する金はモンゴル帝国に滅ぼされた。その後、江南を支配する南宋もモンゴル帝国の皇帝直轄政権として成立した元に滅ぼされ、ここに中国はモンゴル帝国皇帝のもと再統一された。
元はモンゴル本国と華北の間を橋渡しする位置にある大都を首都に定めた。大都は長安や汴京よりも北方、しかも黄河よりも北側にあったために、一から漕運網の整備を図らざるを得なかった。江南からの河川利用や海運の導入なども行われたが、一旦は大運河の再建に方針を定め、1292年までには会通河・通恵河などが開かれた。このとき大運河は全長で約1,700kmにも達している。
だが、新しい運河の水量不足から、1290年には元に服属した海賊の朱清・張瑄の案による海運に切り替えられ、1303年には海運が政府直轄事業となった。これによって年200－350万石の輸送が可能となったのである。

#### 海禁政策
元を華北からモンゴル高原に押し戻した明は、当初江南の南京を首都としていた。このため首都に向けた大規模な輸送は必要ではなくなり、漕運は北平（元の大都）や遼東に向けてのものが中心であった。これらの地域は、モンゴル高原に拠って明と対峙するモンゴル帝国（北元）との抗争を指揮するための拠点である。
その後、永楽帝によって北平が首都とされ「北京」と改称されると、再度北京への漕運が重大な課題となった。
だが、当時倭寇の襲撃が深刻化しており、更に海難への危惧や明朝の持つ保守的な傾向も相まって海運反対論が広がった。そこで元が完成させたものの、その後省みられなくなった大運河の再整備を進め、大運河の水位を安定させるための治水工事も行った。そして、一連の工事の成功と海禁政策強化に伴って1415年には海運は渤海間航路などの一部を除いて全面禁止されたのである。
1451年には漕運の最高責任者として淮安府に漕運総督が設置され、以後運官（漕運を掌る官吏）・運軍（漕運を実施する軍の部隊）制度も整備されることとなった。
明の漕運には支運・兌運・改兌の3つの方式があった。支運は農民が租税などを搬入する倉庫を水運の要地に設置し、運軍が要地を経由した転搬法で漕運する制度。兌運は農民が租税などに耗米（輸送費用）を付けて直接運軍衛所付属の倉庫に搬入し、運軍が直達法で漕運する制度。改兌は運軍が直接地方に出向いて農民から租税及び耗米などを徴収した後に直達法で漕運する制度である。15世紀前期には支運から兌運に、同後期には更に改兌へと移行していった。
しかしこれらの制度は、耗米の算定基準の曖昧さから不正の温床になった。運官・運軍の官吏間における贈収賄も問題であった。また、動員されながらわずかな月糧（賃銀）しか与えられなかった運兵たちは、輸送している米などの横領、持ち場からの逃亡などの問題を引き起こした。売却目的で私的に持ち込まれた積荷が、船の沈没の原因となることさえあった。

#### 海運の復活
清に入ると、運軍による直接徴収の禁止などの改革が行われたが、明代から続く諸問題の多くは構造的な問題となっており、更に一連の不当利得が利権化してしまったためにその改革も困難となっていった。
ところが、1845年に黄河の大氾濫が発生して大運河が土砂の流入によって利用が困難となると、これを口実として運河から海運への切替を唱える動きが現れた。既に海禁政策を放棄していた清は1848年に海運を一部で導入した。当初は既得権益を守ろうとする勢力への配慮から淮河以南と限定されていたが、太平天国の乱の発生やその鎮圧による財政難に由来した大運河の修復の遅延から、なし崩し的に範囲は拡大されていくことになった。更に1872年にはアメリカ系の汽船会社の買取を機に汽船による海運が本格化した。汽船の導入は従来の漕運手法を時代遅れとしていき、大運河修復の機運を失わせた。

#### 漕運の終焉
そして、鉄道建設によって大量の物資輸送が可能になると、運河か海運かを問わず、漕運そのものが過去のものとなっていった。1900年に太沽（天津）－北京間の鉄道による輸送が開始されると、翌1901年には官による漕運は全面的に廃止され、民間に全面委託されることとなった。そして、辛亥革命までに中国各地で鉄道網が整備される過程で江南と北京間の輸送も鉄道が主流となり、中国国内の水運そのものが衰退することとなった。

## 関連文献
- 六反田豊「朝鮮初期漕運研究」九州大学 博士論文（文学）, 乙第08586号、2015年、NAID 500000943946、NDLJP:9529560。